# لويس غوتيرز
لويس غوتيرز (بالإسبانية: Luís Gutiérrez)‏ هو رسام مكسيكي، ولد في 1933.